# Lobocla
Lobocla es un género de lepidópteros ditrisios de la subfamilia Eudaminae  dentro de la familia Hesperiidae.

## Especies
- Lobocla bifasciata
- Lobocla germana
- Lobocla liliana
- Lobocla proximus
- Lobocla simplex